# Kurszk (település)
Kurszk (oroszul: Курск) város Oroszország európai részén, a Kurszki terület székhelye.
Népessége 415 159 fő volt a 2010. évi népszámláláskor.
A második világháború legnagyobb tankcsatáját, mely a térségben zajlott, a város után nevezik kurszki csatának.

## Története
A régészek szerint Kurszk területén már az időszámításunk előtti 4. vagy 5. század során létezett település. Kurszkot először 1032-ben említik az írásos források. 1237 körül Batu kán elpusztította a várost, melyet később újjáépítettek. 1508-ban csatlakozott az orosz államhoz, melynek fontos kereskedelmi központja lett. 1779-ben kapta meg a városi rangot. A szovjet időkben Kurszk fontos vasérckitermelő és közlekedési központtá vált. A második világháborúban a nagy jelentőséggel bíró Kurszki csatát a város mellett vívták a szovjet és német tankok.

## Oktatás
A városban több egyetem is működik, melyek orvosi, műszaki, tanítóképző és mezőgazdasági területen képeznek szakembereket.

## Gazdasági élet, közlekedés

### Közlekedés
Kurszk a Moszkva és Harkiv közötti vasútvonalon fekszik, de van kapcsolata Voronyezs és Kijev városokkal is. A helyi repülőtér főleg belföldi járatokat fogad, a város közösségi közlekedésében buszok, trolibuszok és villamosok vesznek részt.

## Híres szülöttei
- Alekszandr Vlagyimirovics Povetkin, olimpiai bajnok ökölvívó.
- Tolmacsova ikrek: Anasztaszija Andrejevna Tolmacseva és Marija Andrejevna Tolmacseva, a 2006-os Junior Eurovíziós Dalfesztivál győztesei és a 2014-es Eurovíziós Dalfesztivál orosz résztvevői.

## Testvértelepülések
Kurszk Testvérvárosai:
- Zweibrücken, Németország
- Speyer, Németország
- Witten, Németország
- Niš, Szerbia
- Užice, Szerbia
- Tczew, Lengyelország
- Veszprém, Magyarország
- Herning, Dánia
- Cserny, Oroszország
- Szumi, Ukrajna
- Dębno, Lengyelország
- Újfehértó, Magyarország

## Fordítás
- Ez a szócikk részben vagy egészben az Kursk című angol Wikipédia-szócikk ezen változatának fordításán alapul.  Az eredeti cikk szerkesztőit annak laptörténete sorolja fel. Ez a jelzés csupán a megfogalmazás eredetét és a szerzői jogokat jelzi, nem szolgál a cikkben szereplő információk forrásmegjelöléseként.